# 1983년 독일 연방의회 선거
1983년 서독 총선거는 전체 520석의 서독 연방의회의 의원들을 선출하기 위해 1983년 3월 6일에 서독 전역에서 실시되었다. 총 39,279,529명의 유권자가 선거에 참여해 투표율 89.1%를 기록하였다.
1982년에 자민당의 연정 탈퇴로 인해 헬무트 슈미트의 연립 내각은 붕괴하게 되었다. 이로서 슈미트는 의회로부터 불신임 결의를 받게 되며 투표 결과 슈미트는 불신임을 받게 되며 건설적 불신임에 따라 후임 총리로는 자민당의 지지를 받은 기민련의 헬무트 콜이 된다. 콜은 1982년 10월 1일 총리에 취임하지만, 국민들로부터 자신의 재신임을 묻겠다고 선언한 후 의회를 해산하고 조기 총선을 실시하게 된다. 사민당은 슈미트 총리의 뒤를 이어 서베를린 시장을 맡은바 있는 한스요헨 보겔이 급히 총리 후보로 지명되었다. 한편 1980년 총선부터 각광을 받아온 녹색당은 페트라 켈리가 선거 쟁점으로 나토 핵무기 결의안을 내세워 의회 진출을 노리게 된다.
선거 결과, 우니온은 255석을 차지해 과반에서 6석밖에 부족하지 않은 대승을 거두게 된다. 자민당은 지난 총선에 비해 의석수가 줄어들었지만 정권에 참여하게 되었다. 사민당은 의석수가 26석 감소하였으며, 녹색당은 28석을 배출해 처음으로 의회 진출에 성공하게 된다. 이후 헬무트 콜은 1998년 총선에서 패할 때까지 총리에 집권하게 된다.

## 선거 결과
| 정당        | 정당                           | 지역구      | 지역구      | 지역구      | 비례대표   | 비례대표 | 비례대표 | 의석 |
| 정당        | 정당                           | 득표        | %           | 의석        | 득표       | %        | 의석     | 의석 |
| ----------- | ------------------------------ | ----------- | ----------- | ----------- | ---------- | -------- | -------- | ---- |
|             | 독일 사회민주당 (SPD)          | 15,686,033  | 40.4        | 68          | 14,865,807 | 38.2     | 134      | 202  |
|             | 독일 기독교 민주연합 (CDU)     | 15,943,460  | 41.0        | 136         | 14,857,680 | 38.2     | 66       | 202  |
|             | 바이에른 기독교 사회연합 (CSU) | 4,318,800   | 11.1        | 44          | 4,140,865  | 10.6     | 9        | 53   |
|             | 자유민주당 (FDP)               | 1,087,918   | 2.8         | -           | 2,706,942  | 7.0      | 35       | 35   |
|             | 녹색당 (Die Grünen)            | 1,609,855   | 4.1         | -           | 2,167,431  | 5.6      | 28       | 28   |
|             |                                |             |             |             |            |          |          |      |
|             | 독일 국가민주당 (NPD)          | 57,112      | 0.1         | -           | 91,095     | 0.2      | -        | -    |
|             | 독일 공산당 (DKP)              | 96,143      | 0.2         | -           | 64,986     | 0.2      | -        | -    |
| 기타 정당   | 기타 정당                      | 46,032      | 0.1         | -           | 45,881     | 0.1      | -        | -    |
| 전체 유효표 | 전체 유효표                    | 38,845,353  | 98.9        |             | 38,940,687 | 99.1     |          | 520  |
| 무효표      | 무효표                         | 434,176     | 1.1         |             | 338,842    | 0.9      |          |      |
| 전체        | 전체                           | 전체        | 전체        | 전체        | 39,279,529 | 89.1     |          |      |
| 총 유권자수 | 총 유권자수                    | 총 유권자수 | 총 유권자수 | 총 유권자수 | 44,088,935 |          |          |      |

### 주별 선거 결과

#### 비례대표 선거
| 주                     | SPD        | 득표율 | Union      | 득표율 | FDP       | 득표율 | 기타    | 득표율 | 전체       |
| ---------------------- | ---------- | ------ | ---------- | ------ | --------- | ------ | ------- | ------ | ---------- |
| 바덴뷔르템베르크주     | 2,069,169  | 38.88% | 2,648,810  | 49.77% | 544,832   | 10.24% | 59,322  | 1.11%  | 5,322,133  |
| 바이에른주             | 2,483,136  | 37.83% | 3,615,183  | 55.08% | 399,554   | 6.09%  | 65,917  | 1.00%  | 6,563,790  |
| 브레멘주               | 284,028    | 58.10% | 144,471    | 29.55% | 54,428    | 11.13% | 5,958   | 1.22%  | 488,885    |
| 함부르크 주            | 673,517    | 54.44% | 411,974    | 33.30% | 138,607   | 11.20% | 12,967  | 1.05%  | 1,237,065  |
| 헤센주                 | 1,697,322  | 48.51% | 1,409,771  | 40.29% | 355,558   | 10.16% | 36,185  | 1.03%  | 3,498,836  |
| 니더작센주             | 2,235,911  | 48.06% | 1,988,720  | 42.75% | 393,282   | 8.45%  | 34,561  | 0.74%  | 4,652,474  |
| 노르트라인베스트팔렌주 | 5,509,886  | 50.39% | 4,484,657  | 41.01% | 856,963   | 7.84%  | 83,132  | 0.76%  | 10,934,638 |
| 라인란트팔츠주         | 1,067,953  | 44.91% | 1,090,339  | 45.85% | 193,499   | 8.14%  | 26,070  | 1.10%  | 2,377,861  |
| 자를란트주             | 349,801    | 47.84% | 316,955    | 43.42% | 51,762    | 7.09%  | 11,394  | 1.56%  | 729,912    |
| 슐레스비히홀슈타인주   | 804,446    | 48.63% | 695,140    | 42.02% | 141,497   | 8.55%  | 13,073  | 0.79%  | 1,654,156  |
| 전체                   | 17,175,169 | 45.85% | 16,806,020 | 44.86% | 3,129,982 | 8.36%  | 348,579 | 0.93%  | 37,459,750 |